# Carnival Conquest
Carnival Conquest — это круизное судно класса Conquest, принадлежащее и управляемое американской/британской компанией Carnival Cruise Line. Шестьдесят процентов его кают имеют вид на океан, шестьдесят процентов из которых (то есть 37 % от общего числа кают) имеют балконы. Внутренний декор корабля отличается французским импрессионистическим стилем. Carnival Conquest был реконструирован в 2009 году: был добавлен новый ярус для 12—14-летних детей и подростков и большой светодиодный экран, который работает на открытом воздухе.
Крестная мать «Carnival Conquest» — Линди Боггс, бывшая конгрессвумен США. 7 июля 2013 года судно было перенаправлено в Мобил, штат Алабама, после того, как в Новом Орлеане затонул один буксир и перекрыли судоходный проезд по реке Миссисипи. После этого происшествия Carnival изменил свой маршрут: корабль начал отправляться из Мобила, сократив круизное путешествие на 1 один (вместо 7 дней стало 6).